# Action Cycling Team/2010
Deze pagina geeft een overzicht van de Action Cycling Team wielerploeg in 2010.

## Renners
| Naam                                      | Geboortedatum     | Nationaliteit | Ploeg 2010 |
| ----------------------------------------- | ----------------- | ------------- | ---------- |
| Chia Chun Chen (tot 25/06)                | 27 mei 1991       | Taiwan        | Onbekend   |
| Chien Ting Chen                           | 12 oktober 1987   | Taiwan        | Onbekend   |
| Shuai Chun Chiang (vanaf 25/05 tot 25/06) | 10 december 1988  | Taiwan        | Onbekend   |
| Ssu Han Chiang                            | 29 september 1989 | Taiwan        | Onbekend   |
| Wen Lung Chien (vanaf 25/05 tot 25/06)    | 25 juni 1989      | Taiwan        | Onbekend   |
| Po Hao Fang                               | 24 maart 1990     | Taiwan        | Onbekend   |
| Chun Kai Feng                             | 2 november 1988   | Taiwan        | Onbekend   |
| Shih Hsin Hsiao (vanaf 25/05)             | 3 april 1990      | Taiwan        | Onbekend   |
| Shih Chang Huang                          | 12 november 1988  | Taiwan        | Onbekend   |
| Wei Cheng Lee                             | 3 juli 1985       | Taiwan        | Onbekend   |
| Kun Hung Lin                              | 30 augustus 1981  | Taiwan        | Onbekend   |
| Chin Feng Liu (vanaf 25/05 tot 25/06)     | 21 september 1980 | Taiwan        | Onbekend   |
| Wei Chieh Liu                             | 25 mei 1988       | Taiwan        | Onbekend   |
| Chun Liang Pan (vanaf 25/05)              | 17 september 1991 | Taiwan        | Onbekend   |
| Chung Yu Tsai                             | 28 september 1988 | Taiwan        | Onbekend   |

## Kalender (profwedstrijden)
geen

## Overwinningen
geen
2010 · 2011 · 2012 · 2013 · 2014 · 2015 · 2016